# Marwan Ahmed
Pour les articles homonymes, voir Ahmed.
Marwan Ahmed (en arabe : مروان احمد), né le 28 mars 1994, est un escrimeur égyptien.

## Carrière
Marwan Ahmed remporte la médaille d'or en fleuret par équipes aux Championnats d'Afrique 2015 au Caire, aux Jeux africains de 2015 à Brazzaville ainsi qu'aux Championnats d'Afrique 2018 à Tunis.